# Le Jouet
Le Jouet é um filme de comédia produzido na França, dirigido por Francis Veber e lançado em 1976.